# Mănăstirea Sihăstria Secului
Mănăstirea Sihăstria Secului este un ansamblu de monumente istorice aflat pe teritoriul satului Vânători-Neamț, comuna Vânători-Neamț. În Repertoriul Arheologic Național, monumentul apare cu codul 125025.05.
Între 1825-1850 s-au efectuat noi adăugări ansamblului. În 1825 s-a făcut clopotnița pe latura de NV. În 1904 s-a refăcut acoperișul și în 1938 a fost acoperit cu tablă. În anul 1922 o mare parte din mănăstire a fost distrusă de incendiu.În 1941 a ars acoperișul. Tot în același an s-a refăcut acoperișul. În 1957 s-a înlocuit din nou tabla.
Ansamblul este format din următoarele monumente:
- Biserica "Nașterea Maicii Domnului" (cod LMI NT-II-m-A-10736.01)
- Biserica de lemn "Sf. Voievozi" (cod LMI NT-II-m-A-10736.02)
- Paraclisul "Sf. Ioachim și Ana" (cod LMI NT-II-m-A-10736.03)
- Stăreție (cod LMI NT-II-m-A-10736.04)
- Chilii (cod LMI NT-II-m-A-10736.05)
- Turn clopotniță (cod LMI NT-II-m-A-10736.06)

## Galerie

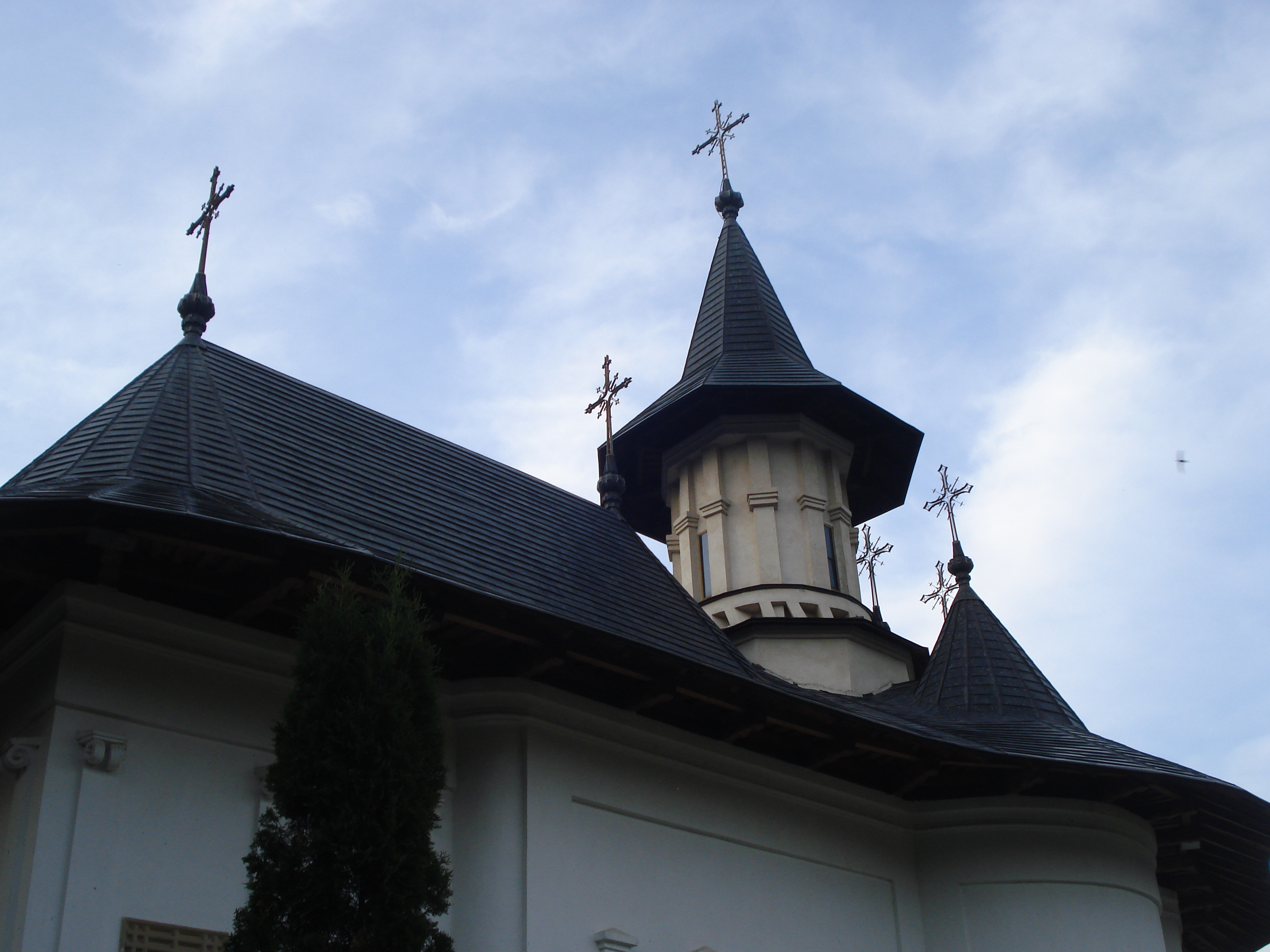
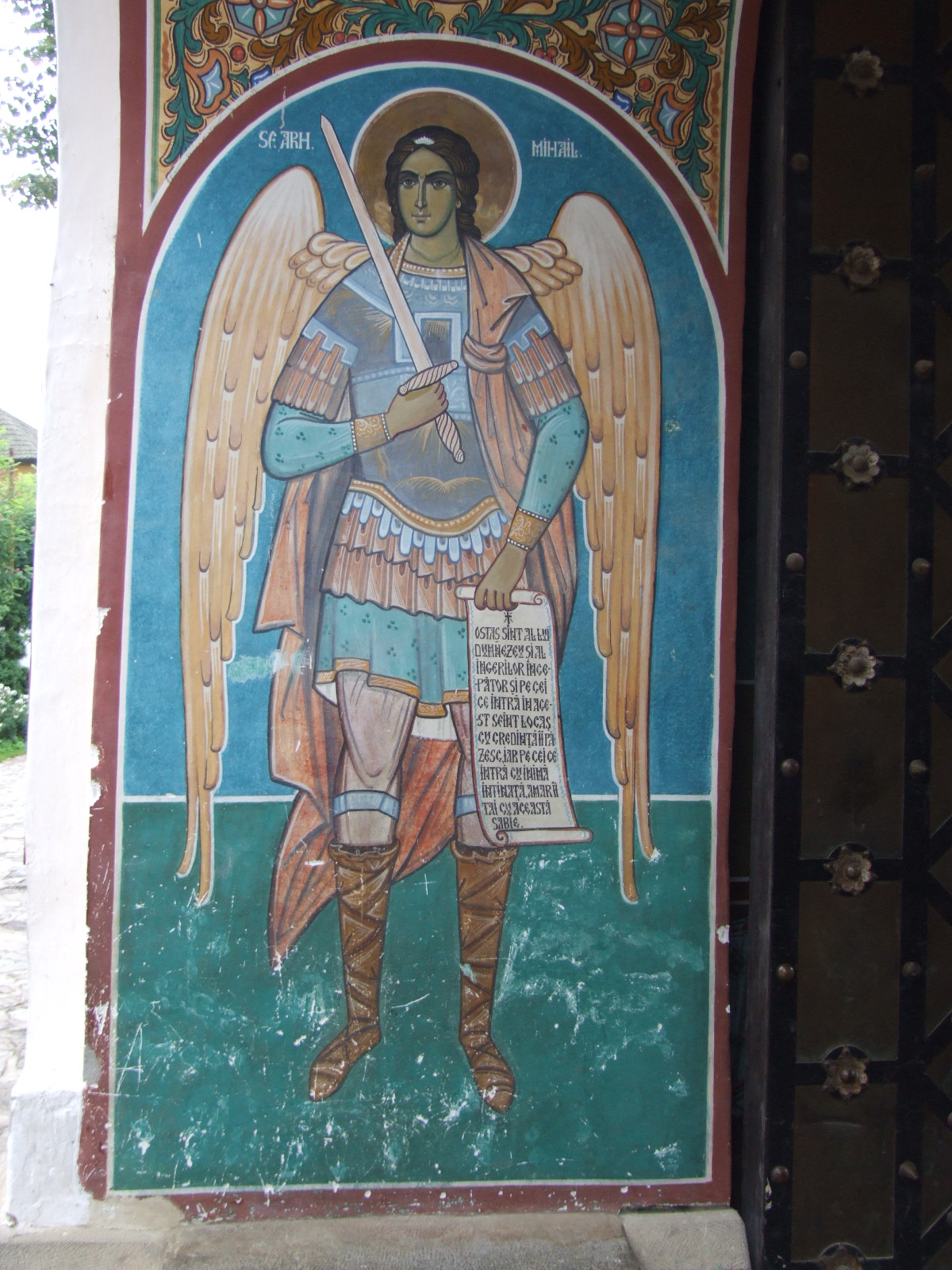
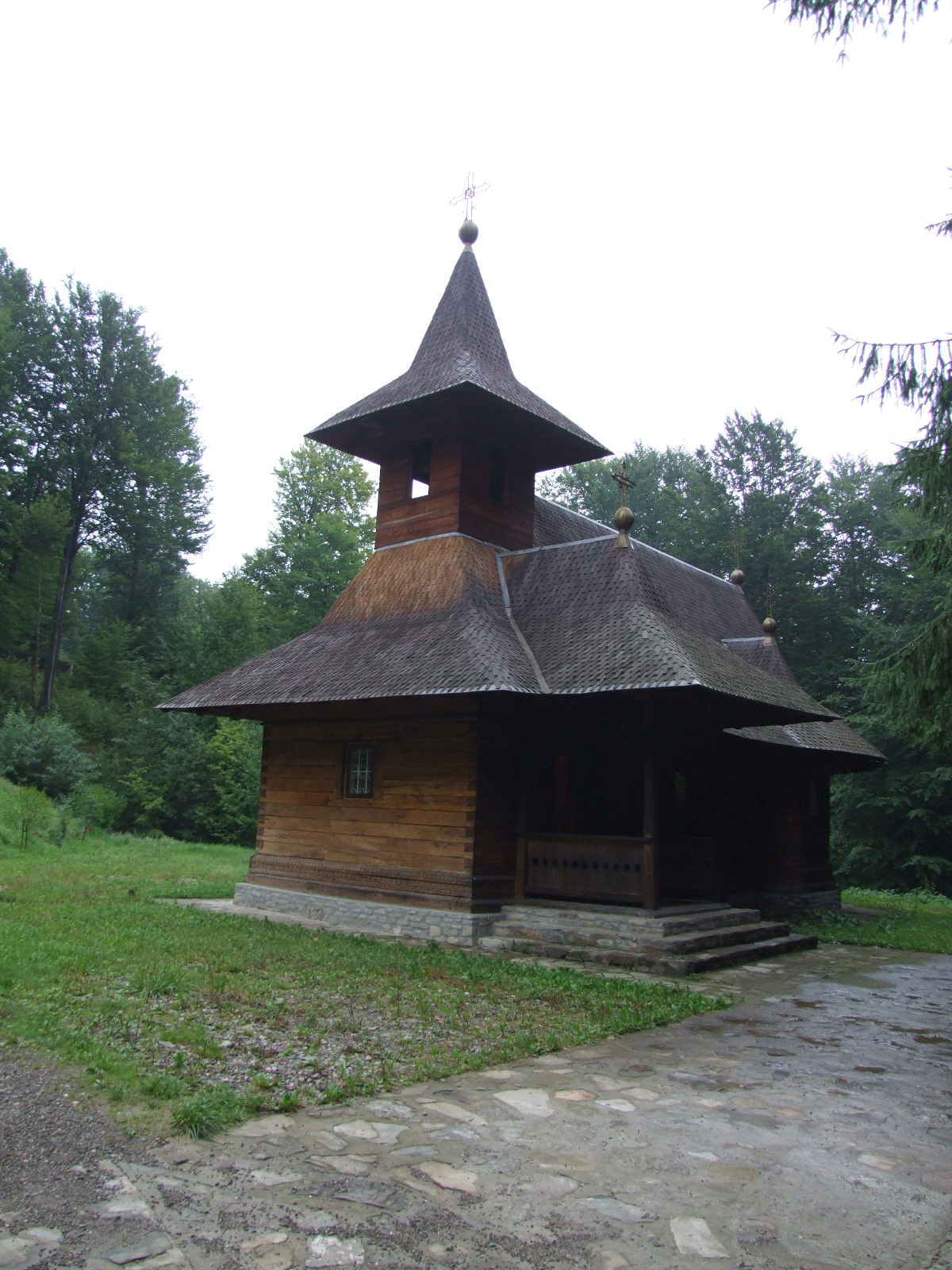
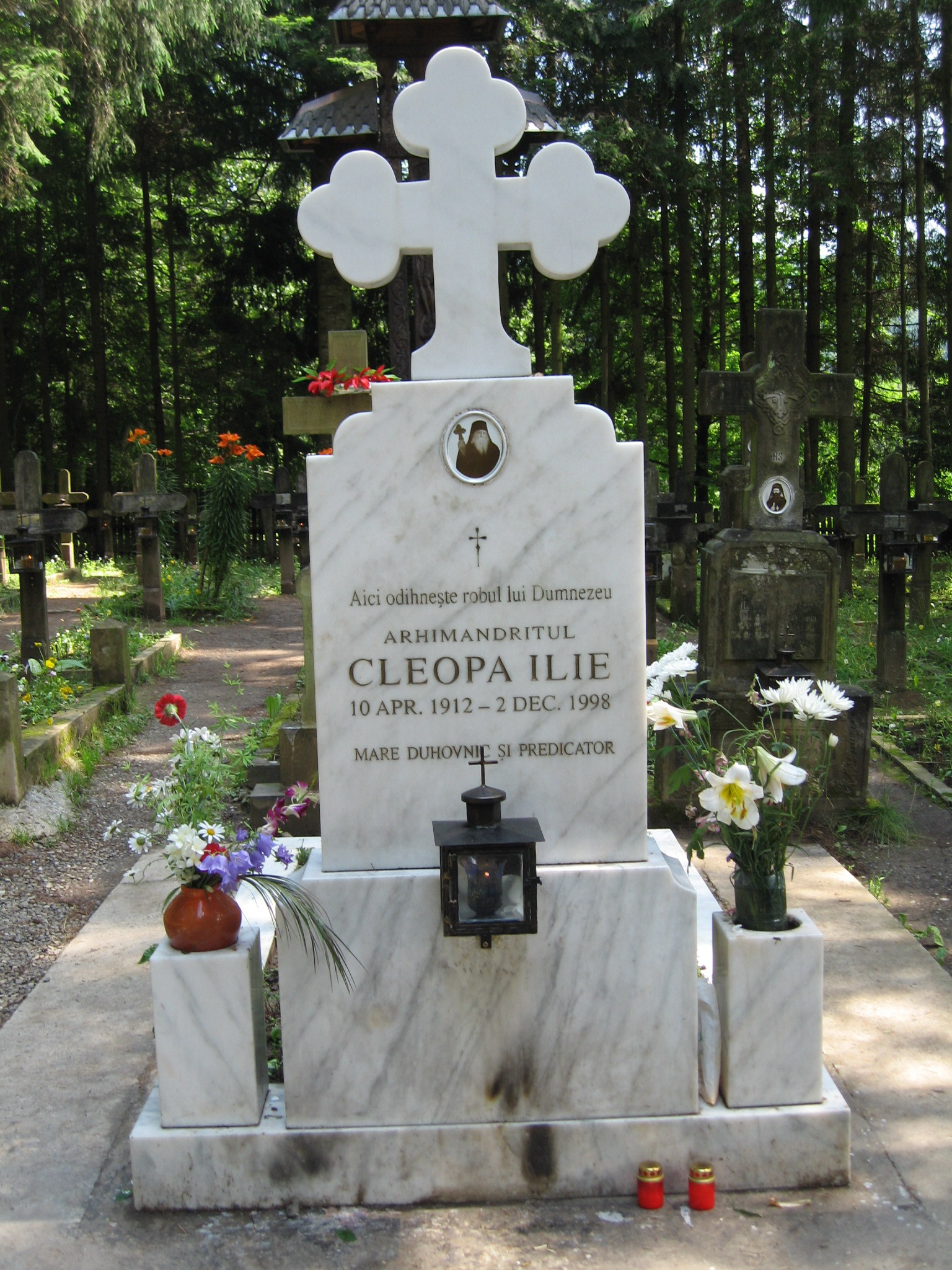
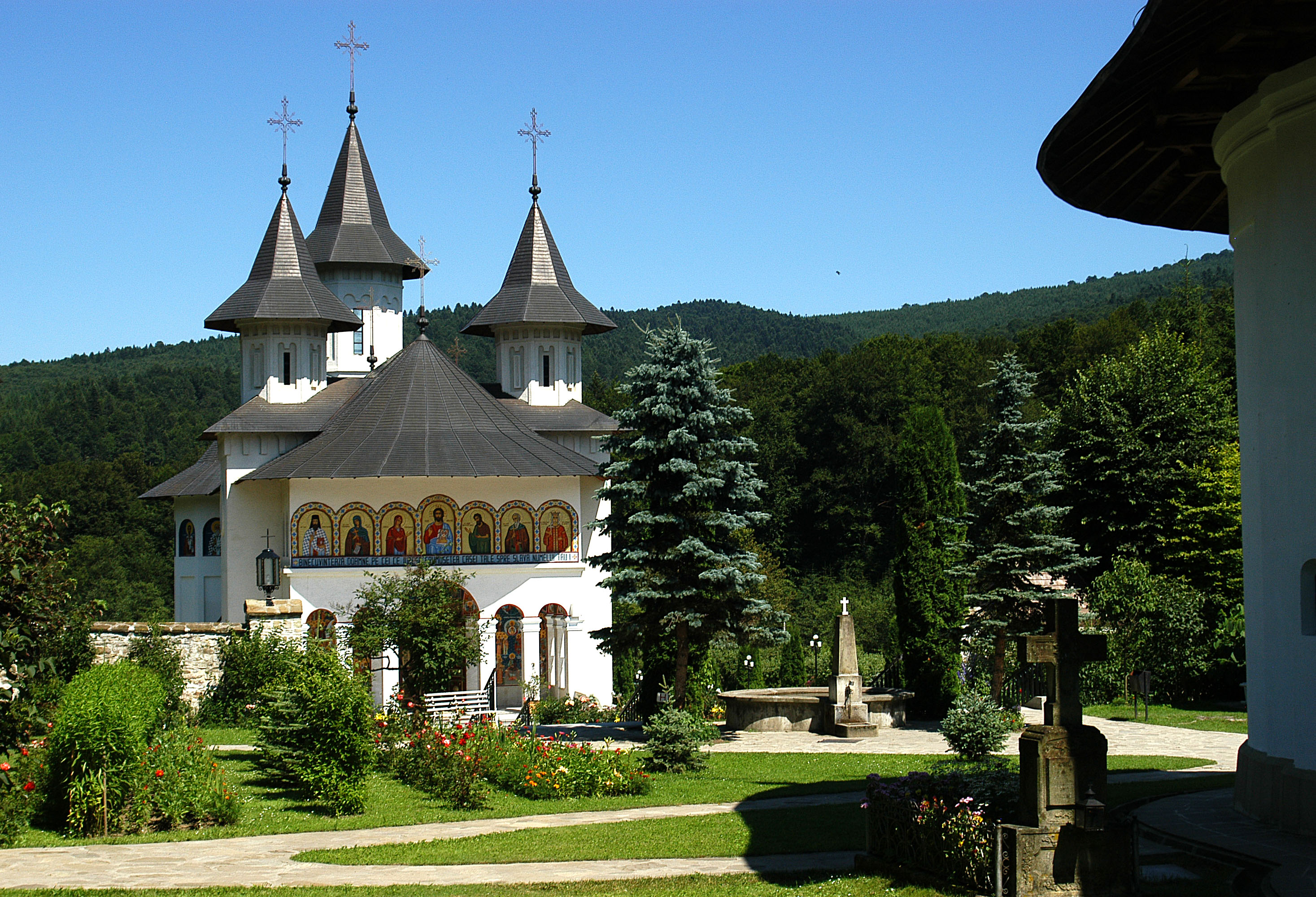